# Suck It and See (сингл)
«Suck It and See» — третий сингл из четвёртого студийного альбома Suck It and See инди-рок-группы Arctic Monkeys. Был выпущен 31 октября 2011 года на 7" виниле и с помощью цифровой загрузки с песней «Evil Twin» в качестве би-сайда. Примечательно, что би-сайд «Evil Twin» занял более высокую позицию в британском чарте синглов, чем сам сингл «Suck It and See», с позициями 114 и 149 соответственно.

## Музыкальное видео
Музыкальные видеоклипы были сняты Фокусом Крипсом к обеим песням. Клип к «Suck It and See» был представлен 16 сентября 2011 года на YouTube, а к «Evil Twin» — 27 октября того же года. Логически второй клип представляет собой продолжение первого, и в обоих снялись ударник Arctic Monkeys Мэтт Хелдерс и манекенщица Бриана МакДау. По выражению обозревателя сайта Stereogum Тома Брейхана, оба клипа, где в больших объёмах присутствуют мотоциклы и оружие, а также обнажённая натура, представляют собой отражение «искажённого представления британцев о том, как выглядит Америка».

## Список композиций
Все тексты написаны Алексом Тёрнером, вся музыка написана Arctic Monkeys.
| №  | Название          | Длительность |
| -- | ----------------- | ------------ |
| 1. | «Suck It and See» | 3:45         |
| 2. | «Evil Twin»       | 3:23         |

| №  | Название          | Длительность |
| -- | ----------------- | ------------ |
| 1. | «Suck It and See» | 3:45         |
| 2. | «Evil Twin»       | 3:23         |

## Места в чартах
Высшим местом для песни «Suck It and See» в британском чарте синглов было 149-е. В британском чарте инди она поднялась до 20-й позиции, а на Украине в неделю с 23 по 30 октября 2011 года была лидером рок-чарта ФДР. «Evil Twin» в британском чарте синглов была 114-й, а в инди-чарте — 16-й, в обоих случаях опередив заглавную песню сингла.
| Чарт                                       | Позиция |
| ------------------------------------------ | ------- |
| Бельгия/Фландрия (Ultratip Bubbling Under) | 20      |